# Good As You - Tutti i colori dell'amore
Good As You - Tutti i colori dell'amore è un film del 2012 diretto da Mariano Lamberti, basato sull'omonima pièce teatrale di Roberto Biondi del 2003.
"Good As You", acrostico della parola "gay", è stato lo slogan utilizzato dal movimento omosessuale negli anni sessanta del XX secolo, durante le marce di protesta.

## Trama
Otto personaggi si incontrano durante la notte di Capodanno, incrociando inesorabilmente le proprie vite. Quattro uomini e quattro donne, gay, lesbiche e bisex, alle prese con la quotidianità, i problemi sentimentali e lavorativi, le gelosie e i tradimenti.

## Produzione
Good As You è un film indipendente prodotto da Master Five Cinematografica, Carlo Piergiovanni e con il contributo del Circolo di cultura omosessuale Mario Mieli e l'aiuto della Regione Lazio, senza finanziamenti ministeriali. È stato girato interamente a Roma, ed in particolare alcune riprese sono state effettuate durante l'Europride 2011.

## Distribuzione
Dopo l'anteprima, avvenuta il 4 aprile 2012 al cinema Rouge et Noir di Palermo, il film viene distribuito nelle sale italiane il 6 aprile a cura della Iris Film.

## Colonna sonora
Della colonna sonora fa parte il brano di Carmen Miranda The Lady in the Tutti Frutti Hat, cantata per l'occasione da Alice ed Ellen Kessler.

## Controversie
In concomitanza con l'uscita al cinema del film, hanno suscitato alcune controversie le dichiarazioni del movimento politico cattolico Militia Christi, che ha rivolto un appello ai gestori delle sale cinematografiche, invitandoli a non proiettare il film, minacciandoli di boicottare le loro attività. Il movimento ha definito il film: "Una commedia ideologica che sdogana del tutto lo stile di vita gay e legittima comportamenti innaturali, immorali e devianti per la società". Militia Christi definisce inoltre la pellicola come: "una squallida e volgare apologia della pratica omosessuale sotto forma di commedia, per veicolare un messaggio antinaturale e diseducativo per i giovani, con l'intento di equiparare le convivenze tra persone omosessuali con le coppie formate da un uomo e una donna, un maschio e una femmina."
Il movimento inoltre etichetta come provocatoria la concomitanza tra la distribuzione nelle sale e il Venerdì Santo, giorno sacro per tutta la cristianità, etichettando il film come un volgare manifesto politico per Arcigay.

## Edizione Teatrale
Tra il dicembre 2002 e gennaio 2003 si esibiscono nel teatro di Roma proprio col titolo Good as You di Roberto Biondi che ha già aveva firmato "Fiesta!" con Fabio Canino. Alla regia Walter Martyn Cabell con interpreti Diego Longobardi, Nadia Perciabosco, Salvatore Palombi, Celeste Brancato, Alessandra De Pascalis, Franco Sciacca, Antonio Matessich e Giulia Cantore, musiche di Alfredo Gloria. Andò in onda sull'ex-emittente GAY.tv tra l'anno 2002/2005 spesso in replica.